# Ghiacciaio Crummer
Der Ghiacciaio Crummer ist ein etwa 2,5 km langer und 1,5 km breiter Gletscher an der Scott-Küste des ostantarktischen Viktorialands. Er liegt unmittelbar südlich des Mount Crummer in den Prince Albert Mountains.
Italienische Wissenschaftler benannten ihn 2002 in Anlehnung an die Benennung des benachbarten Bergs. Dessen Namensgeber ist vermutlich der australische Landvermesser Henry Samuel Walker Crummer (1839–1921).